# Niusila Opeloge
Niusila Opeloge (* 23. Juni 1980) ist ein ehemaliger samoanischer Gewichtheber.

## Karriere
Opeloge gewann bei den Commonwealth Games 2002 im Reißen die Bronzemedaille in der Klasse bis 85 kg. Bei den Commonwealth Games 2006 erreichte er den sechsten Platz in der Klasse bis 105 kg. 2007 belegte er bei den Weltmeisterschaften Platz 26. Beim Weltcup im selben Jahr wurde er allerdings wegen eines Dopingverstoßes disqualifiziert und für zwei Jahre gesperrt. 2010 gewann Opeloge sowohl bei den Ozeanienmeisterschaften als auch bei den Commonwealth Games Gold. Auch bei den Arafura Games 2011 und den Pazifikspielen 2011 konnte er die Goldmedaille gewinnen.
Seine Schwester Ele Opeloge ist ebenfalls Gewichtheberin.